# Alberto Crespo
Alberto Augusto Crespo, argentinski dirkač Formule 1, * 16. januar 1920, Buenos Aires, Argentina, † 14. avgust 1991, Buenos Aires, Argentina.
Alberto Crespo je pokojni argentinski dirkač Formule 1. V svoji karieri je nastopil le na zadnji dirki sezone 1952 za Veliko nagrado Italije, kjer se mu z dirkalnikom Maserati 4CLT/48 privatnega moštva ni uspelo kvalificirati na dirko. Umrl je leta 1991.

## Popolni rezultati Formule 1
(legenda) (odebeljene dirke pomenijo najboljši štartni položaj, poševne pa najhitrejši krog, †-uvrščen kljub odstopu)
| Leto | Moštvo       | Šasija           | Motor                     | 1   | 2   | 3   | 4   | 5  | 6   | 7   | 8       | Prv | Toč |
| ---- | ------------ | ---------------- | ------------------------- | --- | --- | --- | --- | -- | --- | --- | ------- | --- | --- |
| 1952 | Enrico Platé | Maserati 4CLT/48 | Maserati/Platé Straight-4 | ŠVI | 500 | BEL | FRA | VB | NEM | NIZ | ITA DNQ | -   | 0   |